# Kasalang
Kasalang és un riu de Bangladesh, afluent del Karnaphuli, que neix a la part nord dels Chittagong Hill Tracts, i corre en direcció cap al sud rebent dos petits tributaris durant el seu curs, un per cada costat. Desaigua al Karnaphuli al poble de Kasalang a 22° 44′ N, 92° 19′ E / 22.733°N,92.317°E. És navegable només per petits bots fins bastant amunt del seu curs.